# Blue State
Blue State (Destino Canadá en España y Promesa de campaña en Argentina) es una película de 2007 que mezcla la comedia, el drama y el género road movie. Está dirigida por el director nobel Marshall Lewy y protagonizada por Breckin Meyer y Anna Paquin. La película se proyectó en el Tribeca Film Festival.

## Sinopsis
En una noche de borrachera con sus compañeros de campaña, el liberal John Logue (Breckin Meyer) apuesta que si George W. Bush es reelegido en 2004, él se marcha de Estados Unidos para vivir en Canadá. Cuando John Kerry pierde y Bush sale reelegido, sus peores pesadillas se cumplen y se encuentra en un país que prometió abandonar, sin trabajo y sin novia. Como sus amigos no le toman en serio porque no creen que vaya a llevar a cabo la apuesta, su orgullo le lleva a emprender el viaje por carretera a Canadá. Para ello busca un compañero de viaje y tras muchos candidatos encuentra a Chloe Hammon (Anna Paquin), una misteriosa mujer que parece tan impaciente como él por abandonar el país.
A lo largo del viaje por carretera John comienza a sentirse atraído por Chloe, pero ella es totalmente inaccesible, pues aunque parece que comparten muchas ideas sobre la política de George Bush ella se mantiene completamente reservada en cuanto a su pasado. Durante el camino hacen una parada en casa de los padres de John, donde este la cuenta a Chloe que su hermano combatió y falleció en la guerra de Irak pero sus padres, incapaces de aceptarlo, simulan que sigue en el frente. Es entonces cuando Chloe le revela que ella en realidad es una desertora. Cuando era joven no tenía trabajo y decidió alistarse en el ejército bajo la falsa promesa de que nunca llegaría a entrar en combate, pero cuando la guerra estalló fue enviada a Irak, por eso cuando llegó el momento de volver decidió escaparse y cruzar la frontera.
Chloe y John llegan a Winnipeg donde John ha quedado con un grupo de liberales como él que ayudan a las personas a conseguir al nacionalidad canadiense para no tener que volver a EE. UU., pero Chloe descubre horrorizada que para ello tiene que casarse con uno de ellos y se niega en rotundo. John sin embargo parece dispuesto a hacerlo pero un día antes de ir al juzgado a casarse con la líder del movimiento "Casate con un canadiense", cambia de idea. Ambos huyen de la casa y suben al coche, sin saber muy bien qué hacer. Al cabo de unos días se acuestan, luego y Chloe le dice que ha decidido que no puede pasarse la vida huyendo y que quiere volver a Estados Unidos a enfrentarse con lo que tenga que pasar, así que le pide que le acerque a la frontera para pasarla a pie. Cuando John deja a Chloe cerca de la frontera y da la vuelta, se da cuenta de que el tampoco quiere vivir en Canadá y que quiere estar con ella, así que da la vuelta para volver a EE. UU. y buscarla pero en el puesto fronterizo ve cómo un policía se la lleva detenida. Cuando Chloe sale de la cárcel John está esperándola y le dice que se presenta al Senado para luchar contra todo aquello que ambos odian, pues se ha dado cuenta de que irse del país no era la solución acertada.

## Reparto
| Actor             | Personaje                          |
| ----------------- | ---------------------------------- |
| Breckin Meyer     | John Logue                         |
| Anna Paquin       | Chloe Hamon                        |
| Joyce Krenz       | Madre de John Logue                |
| Richard Blackburn | Padre de John Logue                |
| Adriana O'Neil    | Gloria O'Neill                     |
| Seun Olagunju     | Randall                            |
| Bryan Clark       | El americano caliente              |
| Nick Ouellette    | Hal                                |
| Tim Henry         | Charlie                            |
| James Juce        | Larry                              |
| Elicia Cronin     | Sandy                              |
| Judy Cook         | Bride                              |
| Scott Pangman     | Canadiense #1                      |
| Kristjan Harris   | Tipo Artista                       |
| Leigh Enns        | Rebecca                            |
| Sean O'Brian      | Hombre Pizza                       |
| Grace Lynn Kung   | Esther Yang                        |
| David Evans       | Técnico Preppy                     |
| Erik Fjeldsted    | Paul                               |
| Darcy Fehr        | Guardia fronterizo de U.S.         |
| Francis Fontaine  | Oficial de aduana canadiense       |
| Bobby Stahr       | El Draft Dodger viviendo en Canadá |